# Steve (TV)
Steve (ursprungligen Student-TV) var ett utskott inom Akademiska Föreningen och en lokal TV-station i Lund, bildad 1993 och nedlagd 2013.

## Verksamhet
Steve var en organisation där TV producerades av studenter för studenter, men även för allmänheten. Upp mot 50 medlemmar arbetade tidvis ideellt med TV-produktion och utveckling av verksamheten. Steve bedrev utbildning både teoretiskt och praktiskt. Steves lokaler låg på Svaneskolan i Lund samt i Akademiska föreningens lokaler i AF-borgen. Steve kunde ses av 48 000 hushåll med tillgång till kabel-TV. Hösten 2013 beslöt Akademiska Föreningen att lägga verksamheten i malpåse.
Förutom att göra TV bedrevs externa produktioner i form av filmning av spex, fester och konserter. Varje månad direktsändes Lunds kommunfullmäktige av Steve. Steve gjorde också bland annat reklamfilmer och presentationsfilmer till fester.
Steve var medlem i Öppna kanalen, en nationell förening som tillhandahöll den frekvens Steve sände på. Man samarbetade även med andra lokala TV-kanaler i Sverige och utomlands.
Steves TV-produktion var uppdelad på ett antal redaktioner med inriktning på bland annat musik, humor, kultur och nyheter, där direktsända program blandades med nya redigerade program varannan månad. Även ett urval av externa program och kortfilmer sändes av Steve. Mellan programmen sändes en "slinga" som innehöll bilder med sponsorer samt information om Steves verksamhet.

## Exempel på program

### Nattvard
Nattvard var ett humorprogram med två programledare i en studio som presenterade pubertal humor filmad i Lundaområdet. Nattvard hamnade i blåsväder i början av år 2002 då det visade musikvideor av det fiktiva bandet 'nvandrarna.

### För Sent För Dans
För Sent För Dans  var ett humorprogram som sändes live i Steve varje söndag klockan 14:00. Programmet bestod av två programledare som höll en öppen konversation med publiken genom sms och sociala medier. Vad programmet skulle handla om var det ingen som vet då det ändrades beroende på vad tittarna skickade in.

### Syre
Syre var ett musikprogram som visade egenproducerade intervjuer och klipp från konserter med artister som gjorde livespelningar i Lund, Malmö och Köpenhamn. Exempel på artister som intervjuades var Hellacopters, Mew, Steven Malkmus och Poets of the Fall.

### Minerva
Minerva  var ett kulturprogram som livesändes varje tisdagskväll. Direktsända intervjuer i studion varvades med egenproducerade reportage. Producent var Lotta Andgren och programledare var säsong 1; Magnus Karlsson (Växjö TV, Melodifestivalen) och Caisa Ekberg, och säsong 2; Magdalena Johnson och Li Carlström (nu Pamp). De nominerades till bästa programledare på Steve-galan i AF-borgen 1995.

### Steves adventskalender
1997 producerade Steve en egen julkalender i fyra avsnitt. Avsnitten var mellan 15 och 20 minuter långa. Serien var en slags pastisch på filmer, sagor och diverse populärkulturella fenomen - allt signerat manusförfattaren Björn Larsson. Genremässigt placerar serien sig någonstans mellan ironisk humor och David Lynch(!). 
Storyn kretsade kring jultomten vars moderna jetsläde kraschat någonstans i Lund. Med hjälp av barnen Ask och Puritana behöver jultomten dels skaffa hjälp för att reparera släden, dels hindra den elaka ishäxan och hennes hejdukar - Fågelskrämman och Trollet Mustapha- att stjäla hans magiska klappsäck.
I rollerna sågs Daniel Granér, Fredrik Månsson, Jennie Jönsson, Mattias Jönsson, Andreas Junzell (fd Svensson), Hilda Lidén, Simon Svensson m.fl. Kajsa Lindblad producerade medan Björn Larsson och Andreas Svensson stod för regin.